# Списък на вестниците в Гърция
А — Б — В — Г — Д —
Е — Ж — З — И — Й —
К — Л — М — Н — О —
П — Р — С — Т — У —
Ф — Х — Ц — Ч — Ш —
Щ — Ю — Я

### А
- Авги
- Авриани
- Азат Ор (арменски)
- Апогевматини
- Атина Нюз

### Г
- Гата (арменски)

### Е
- Етнос

### И
- Имера (Патрас)

### К
- Козани

### М
- Македония

### С
- Стикс (Патрас)